# Alfons Puchewicz
Alfons Puchewicz (ur. 17 lutego 1821, zm. 4 lutego 1881) – polski nauczyciel, matematyk, autor dzieł z zakresu mechaniki .

## Życiorys
Ukończył studia na wydziale filozoficznym Uniwersytetu w Petersburgu ze stopniem kandydata w 1844 roku. Był starszym nauczycielem matematyki i fizyki w Gimnazjum Realnym w Warszawie w latach 1844-1862. Był ojcem matematyka Władysława Puchewicza . Pochowany na cmentarzu Powązkowskim (kwatera 192-6-27/28).

## Dzieła
- Mechanika ogólna (1861)[3].

Był również encyklopedystą piszącym hasła do 28 tomowej Encyklopedii Powszechnej Orgelbranda z lat 1859-1868. Jego nazwisko wymienione jest w I tomie z 1859 roku na liście twórców zawartości tej encyklopedii .